# The Space Between (film, 2017)
Pour plus de détails, voir Fiche technique et Distribution.
The Space Between est un film canadien écrit et réalisé par Amy Jo Johnson, sorti en 2017. C'est le premier long métrage d'Amy Jo Johnson en tant que réalisatrice, après les courts métrages Bent (2013) et Lines (2014).
Il comprend en vedettes : Amy Jo Johnson, Jayne Eastwood, Michael Ironside, Sonya Salomaa, Michael Cram et Julia Sarah Stone.
Le film est tout d'abord présenté en fin d'année 2016 dans de nombreux festivals, avant sa sortie prévue en 2017.

## Synopsis
Un homme découvrant que son fils n'est pas le sien part en quête de réponses.

## Fiche technique
- Titre original : The Space Between
- Titre québécois :
- Réalisation : Amy Jo Johnson
- Scénario : Amy Jo Johnson
- Costumes :
- Photographie :
- Montage :
- Musique : August Cinjun Tate
- Production : Ja Productions, Telefilm Canada, Talent Fund et NBC Universal Canada
- Société de distribution : Indiecan Entertainment (Canada)
- Pays de production :  Canada
- Langue originale : anglais
- Genre : Drame
- Format : Couleur
- Durée : 90 minutes
- Dates de sortie :
  - Canada : 21 avril 2017 (Calgary Underground Film Festival)

## Distribution
- Amy Jo Johnson : Amelia
- Jayne Eastwood : Luella
- Michael Ironside : Nick
- Sonya Salomaa : Jackie
- Michael Cram : Mitch
- Julian Richings : Stash
- David Paetkau : Marcus
- Kristian Bruun : Teddy
- Julia Sarah Stone : Emily

## Production

### Développement
Le film a bénéficié d'une campagne de financement sur le site participatif Indiegogo.

### Tournage
Le film est tourné au Canada

### Bande originale
La musique du film est composée par August Cinjun Tate, du groupe Remy Zero.
Additionnellement, une compilation album des musiques incluses dans le film est disponible le 20 octobre 2016, en version physique et en téléchargement légal sur Itunes et CdBaby.
L'album contient des titres de Jeff Hamilton, Joe Firstman, Wild Rivers, Cinjun Tate, The Symphony Of Nine, Morgan Woods, The Forgotten 45's, Danny Shipley, Snippet, Lyne Tremblay, Michael Cram, More Than Skies, That Noise et Amy Jo Johnson.
| 1.    | Lashes                    | Jaff Hamilton    | 3:40 |
| 2.    | Black Sand                | Joe Firstman     | 2:48 |
| 3.    | Fish On A Hook            | Wild Rivers      | 4:18 |
| 4.    | Clean It Up               | Michael Cram     | 3:08 |
| 5.    | You Will Not Say          | Symphony Of Nine | 3:58 |
| 6.    | A Long Way Down           | Joe Firstman     | 2:54 |
| 7.    | Everything Moves          | Morgan Woods     | 2:57 |
| 8.    | Pink Azaleas              | Forgotten 45's   | 4:16 |
| 9.    | Called To The Wave        | Danny Shipley    | 3:34 |
| 10.   | We Luv The Sunshine       | Snippet          | 3:10 |
| 11.   | Gone                      | Morgan Woods     | 3:46 |
| 12.   | Your Heart Belongs To You | Lyne Tremblay    | 3:20 |
| 13.   | Hum                       | Joe Firstman     | 3:09 |
| 14.   | Fever Dream               | More Than Skies  | 4:41 |
| 15.   | Everywhere You Are        | That Noise       | 3:52 |
| 16.   | Cracker Jacks             | Amy Jo Johnson   | 3:47 |
| 53:58 |                           |                  |      |

## Promotion
Pendant la campagne de financement, Amy Jo Johnson promeut le projet via les médias tels que Huffington Post, The Hollywood Reporter, Variety, USA Today !, E! Online, Oprah Magazine.
David Yost, son ami, connu pour être le ranger bleu dans Power Rangers, prend une photo avec le T-Shirt du film.
Le merchandising tels qu'un T-Shirt et un collier sont disponibles à la vente sur le site internet officiel du film.

## Récompenses et festivals
En 2014, le film remporte le prix IndieWire Project de l'année.
Le film est tout d'abord présenté en fin d'année 2016 dans de nombreux festivals, avant sa sortie prévue en 2017.